# Betta miniopinna
Betta miniopinna е вид лъчеперка от семейство Osphronemidae. Видът е критично застрашен от изчезване.

## Разпространение
Разпространен е в Индонезия (Суматра).